# Walter Mittelholzer

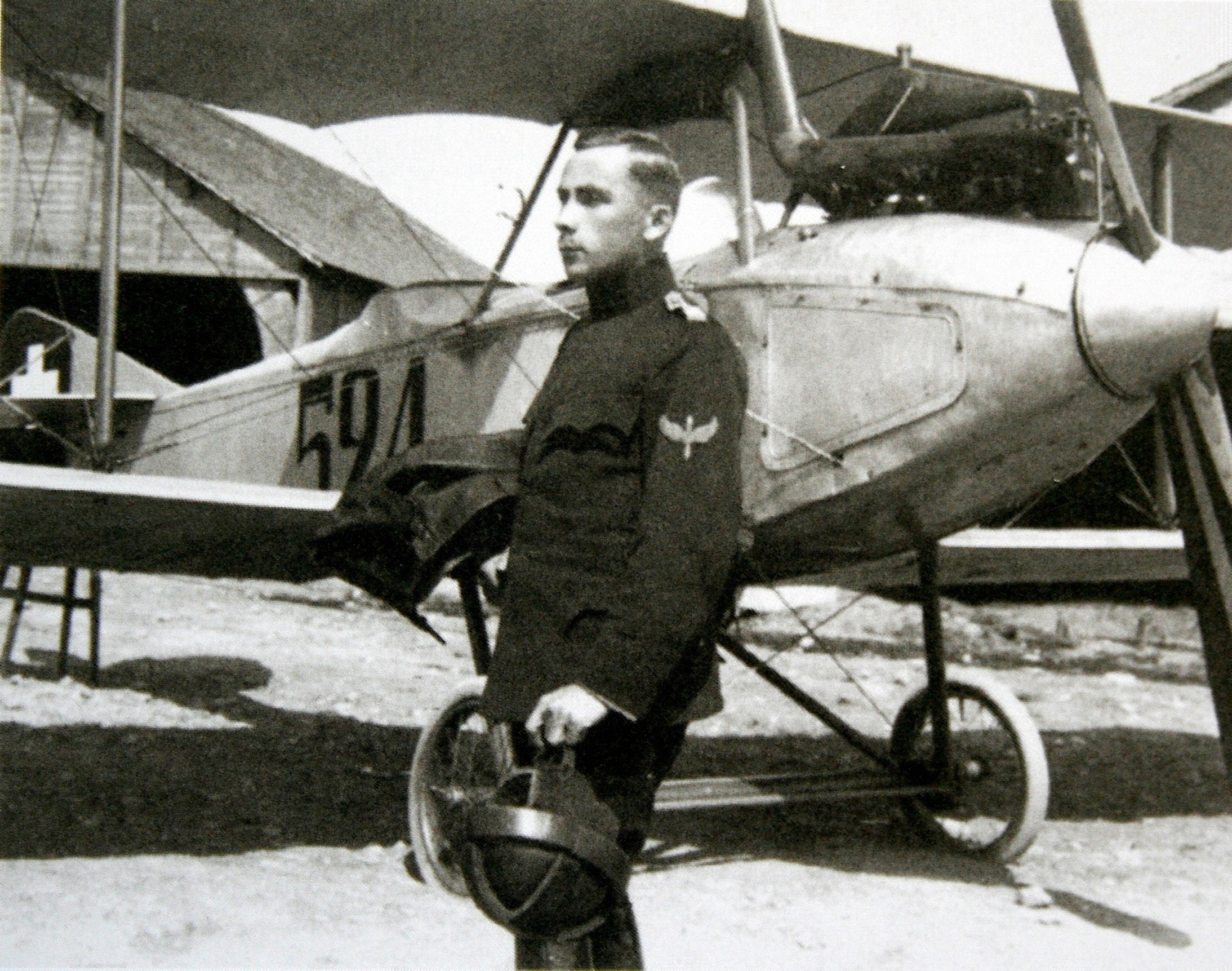
Walter Mittelholzer (ok. 1918)

Walter Mittelholzer (ur. 2 kwietnia 1894 w St. Gallen, zm. 9 maja 1937 w Styrii) – szwajcarski pionier lotnictwa, fotograf, podróżnik i pisarz.
Pochodził z rodziny piekarzy, ale ukończył szkołę fotografii. W czasie I wojny światowej był pilotem fotografem. Swój pierwszy lot odbył na samolocie Henri Farmana. Pod koniec wojny uzyskał licencję pilota cywilnego. W 1919 r. wraz ze swoim znajomym - Alfredem Comte założył firmę lotniczą. Po fuzji z Ad Astra Aero został kierownikiem w nowym przedsiębiorstwie i szefem pilotów. Latał także na zlecenie Junkersa, a nawet Teheranu na zaproszenie rządu Persji.

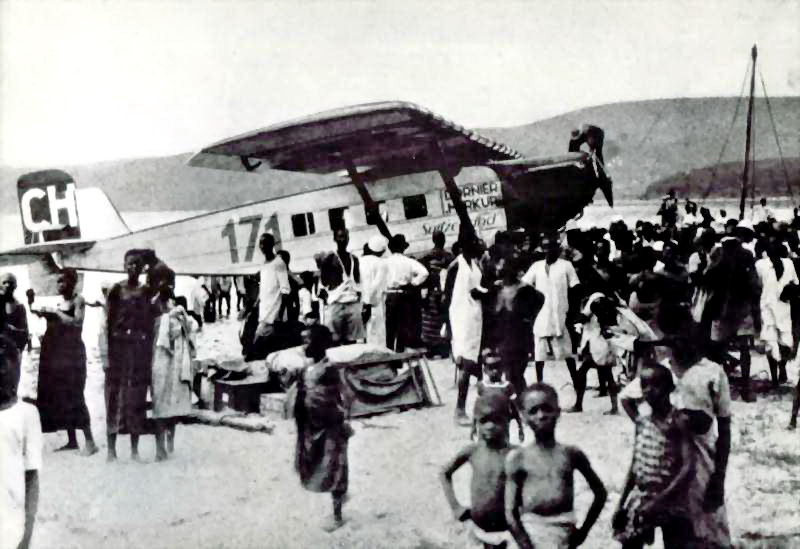
Walter Mittelholzer w Kenii (1927)

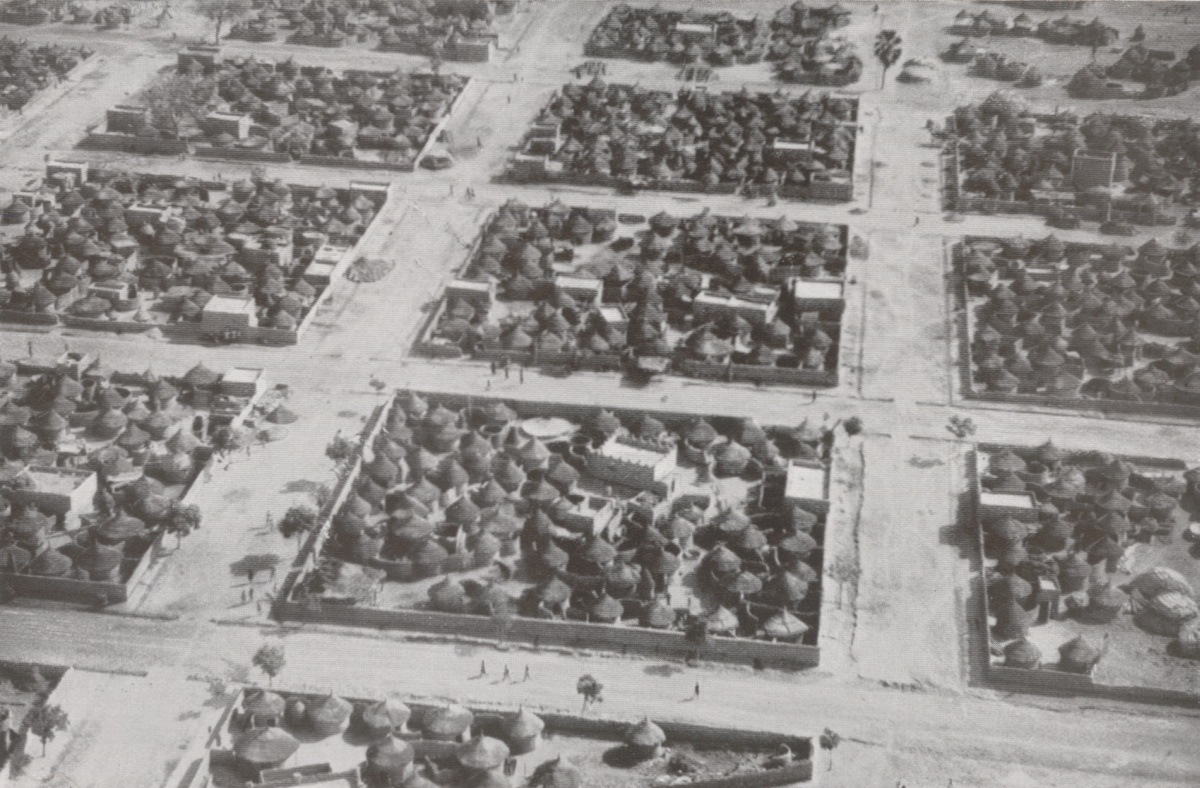
Zdjęcie lotnicze Wagadugu zrobione przez Waltera Mittelholzera (1930/1931)

W 1927 r. przedsięwziął jako pierwszy lotniczą wyprawę do południowej Afryki. 17 grudnia 1926 r. wystartował z Zurychu na samolocie Dornier Merkur. Przeleciał przez Aleksandrię, Jezioro Wiktorii, aby wylądował 65 dni później w Kapsztadzie. Drogę powrotną odbył wodnosamolotem.
W 1928 r. przeleciał trasę nad zachodnią częścią Morza Śródziemnego: od Zurychu, przez Rzym, Tunis, Algier, Madryt, Marsylię i z powrotem do Zurychu. Sfotografował m.in. szczyt Dżabal Tubkal. Dwa lata później przeleciał nad Kilimandżaro. W 1931 r. otrzymał stanowisko dyrektora technicznego nowych linii lotniczych Swissair. W 1933 r. poleciał do Addis Abeby, aby zaprezentować cesarzowi Haile Selassie zamówionego przez niego Fokkera F.VII. Wiele publikował, a jego książki podróżnicze cieszyły się dużym powodzeniem. Wykonywane przezeń zdjęcia stanowią dziś istotny materiał historyczny.
Walter Mittelholzer zginął w 1937 r. w wypadku w górach Styrii, mając 44 lata.